# Batalla de Yavin
La Batalla de Yavin tiene lugar en el universo ficticio de Star Wars (La Guerra de las Galaxias en Hispanoamérica y España). En ella se enfrentan el Imperio Galáctico y la Alianza Rebelde en torno al planeta gigante gaseoso Yavin y su cuarta luna.
En una batalla anterior, los rebeldes consiguieron robar los planos de la Estrella de la Muerte, una gigantesca estación de combate imperial equipada con un láser capaz de destruir planetas. Sin embargo, el Imperio ha descubierto la ubicación de la base rebelde en Yavin 4 y pretende destruirla utilizando su nueva arma. La Estrella de la Muerte tiene una vulnerabilidad que los rebeldes han descubierto. Cuando está en órbita alrededor de Yavin, envían todas sus naves en un ataque desesperado para destruirlo. Esto conduce a batallas con cazas imperiales comandados por Darth Vader. Utilizando La Fuerza, Luke Skywalker consigue alcanzar la vulnerabilidad y destruir la estación de combate sin dejar supervivientes.
Para la Alianza Rebelde, esta batalla es una victoria. Sin embargo, los rebeldes se ven obligados a huir para establecerse en otro lugar. De hecho, Darth Vader, que no estaba a bordo de la Estrella de la Muerte cuando explotó, sigue dándoles caza.
La Batalla de Yavin aparece en la película A New Hope, creada en gran parte con efectos especiales prácticos. Sirve como punto de referencia en la cronología de La Guerra de las Galaxias.
Además de en la película, está representada en novelizaciones de la película en las que aparece, así como en varias novelas, videojuegos y cómics.

## Universo

Un sable de luz azul, el arma de los Jedi y un sable de luz rojo, el arma de los Sith.

El universo de La Guerra de las Galaxias se desarrolla en una galaxia habitada por humanos y numerosas especies extraterrestres. Es escenario de conflictos entre caballeros Jedi y señores Sith, individuos sensibles a La Fuerza, un misterioso campo de energía que les otorga habilidades psíquicas. Los Jedi dominan el lado luminoso de La Fuerza, un poder benéfico y defensivo, para mantener la paz en la galaxia. Los Sith, en cambio, aprovechan el lado oscuro, un poder dañino y destructivo, para su uso personal y para dominar la galaxia.
Desde la adquisición de Lucasfilm por parte de Walt Disney Company, existen dos universos de La Guerra de las Galaxias: "Expandido" (Legends) y “Canónico” (Canon). Comparten las seis películas originales y la serie de televisión The Clone Wars. El universo expandido, incorpora historias complementarias presentadas en libros, cómics, películas para televisión o juegos lanzados antes de 2014. El universo canónico, por su parte, engloba las historias de las películas y otros materiales lanzados desde 2014.

## Trasfondo
Varios años antes de La Guerra de los Clones, la Confederación de Sistemas Independientes comienza a desarrollar un arma capaz de destruir planetas enteros: la Estrella de la Muerte. Tras la guerra de 19 ABY (Antes de la batalla de Yavin), la República Galáctica se reforma en Imperio, y el Gran Moff Tarkin supervisa la construcción de la estación de batalla hasta su finalización casi veinte años después. Su objetivo es sofocar cualquier disidencia contra el Imperio.
Desde los inicios del Imperio, pequeños grupos se rebelan contra su autoridad, entre ellos Saw Gerrera y su equipo, así como la tripulación del Ghost. Con el tiempo, algunas de estas células se unen para formar la Alianza Rebelde.

## Preludio

### Universo oficial
El ingeniero Galen Erso, que participa en el diseño de la Estrella de la Muerte, incrusta un fallo que puede destruir toda la estación. Consigue contactar con el rebelde Saw Gerrera para que su hija, Jyn Erso, recupere los planos de la estación y la destruya. Con la ayuda de la Alianza Rebelde, Jyn y su equipo, bautizado como Rogue One, se infiltran en la base de Scarif donde se encuentran los archivos imperiales. Se produce una feroz batalla en la superficie entre el grupo de asalto y las fuerzas in situ, y en el espacio entre la flota rebelde y los refuerzos imperiales liderados por el Sith Darth Vader. Jyn Erso consigue transmitir los planos de la Estrella de la Muerte a las naves en órbita, pero la estación de combate dispara su superláser sobre la superficie del planeta, sin dejar supervivientes. La Tantive IV comandada por la princesa Leia Organa recibe los planos y escapa.

### Universo de Leyendas
En Toprawa, donde se está construyendo el superláser de la Estrella de la Muerte, un grupo de espías rebeldes consigue robar los planos de la estación de combate. Los transmiten a la Tantive IV, que está orbitando el planeta. Sin embargo, es perseguida por el Destructor Estelar de Darth Vader, obligándola a huir.

### Parte común
La Tantive IV es interceptada por el Destructor Estelar de Darth Vader sobre Tatooine. Antes de ser capturada, la princesa Leia Organa confía los planos de la Estrella de la Muerte al droide R2-D2, que escapa a bordo de una cápsula de escape acompañado de C-3PO. En el planeta desierto, los dos droides son capturados por los Jawas, que los venden al granjero Owen Lars. Éste se los entrega a su sobrino Luke Skywalker, quien descubre un mensaje escondido por Leia Organa para el maestro Jedi Obi-Wan Kenobi. Ella le pide que ayude a la rebelión. R2-D2 parte sin avisar en busca de los Jedi. Luke y C-3PO lo alcanzan, pero caen en una emboscada de los bandidos tusken. Son salvados en el último momento por Kenobi, que los lleva a su casa.

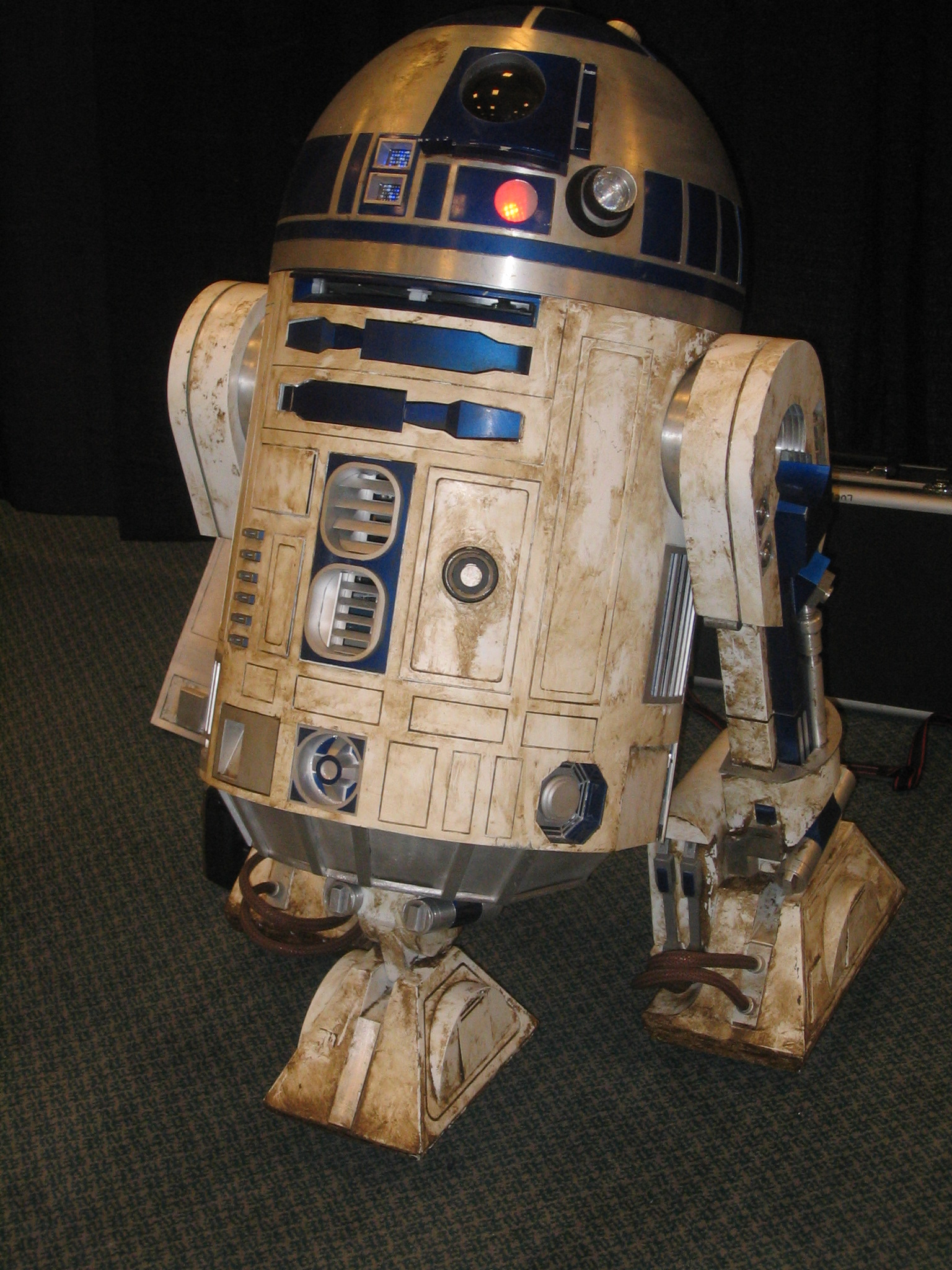
Tras escapar de Tantive IV, R2-D2 guarda los planos de la Estrella de la Muerte hasta que regresa a Yavin 4.

Darth Vader lleva a Leia Organa de vuelta a la Estrella de la Muerte, donde es encarcelada. Dado que el Senado Imperial fue disuelto poco antes por el Emperador, ya no goza de la protección que se concede a los senadores. El Gran Moff Tarkin interroga a la princesa para conocer la ubicación del cuartel general de la Alianza Rebelde. Amenaza con abrir fuego sobre Alderaan, donde creció Leia Organa. Ella le dice que la base rebelde está en Dantooine. A pesar de ello, Tarkin ordena la destrucción del planeta ante sus ojos.
En Tatooine, Luke se entera de que su padre era un Caballero Jedi; Obi-Wan le regala el sable de luz de su antiguo aprendiz. Cuando regresan a la granja de los Lars, se encuentran con una masacre; las tropas imperiales han asesinado al tío y a la tía de Luke. En consecuencia, decide acompañar a Kenobi y a los dos droides a Alderaan. En Mos Eisley, se encuentran con Han Solo y Chewbacca, propietarios del Halcón Milenario. Contratan a los contrabandistas para que les lleven discretamente a su destino. Sin embargo, son descubiertos por tropas de asalto, lo que les obliga a abandonar el planeta a toda prisa.
A bordo de la estación espacial, el Gran Moff Tarkin se entera de que en Dantooine sólo existe una antigua base abandonada. Tortura a la princesa para que confiese la verdad. Al mismo tiempo, el Halcón Milenario sale del hiperespacio hacia un campo de asteroides. La tripulación se da cuenta de que el planeta ha sido destruido. Siguen a los cazas TIE que se dirigen hacia una luna. Cuando se dan cuenta de que no es una luna, sino la Estrella de la Muerte, ya es demasiado tarde; quedan atrapados en un haz tractor y se ven obligados a aterrizar. Consiguen disfrazarse de soldados de asalto e infiltrarse en la estación. Liberan a la princesa Leia, pero deben enfrentarse a un poderoso enemigo: el Lord Sith Darth Vader. Obi-Wan Kenobi se enfrenta a él en combate mientras los demás abordan el Halcón Milenario. El Jedi se deja matar por su antiguo aprendiz, permitiendo que los demás escapen.
Se dirigen a Yavin 4, donde se encuentra la base rebelde, para entregar los planos de la Estrella de la Muerte que contiene R2-D2. Los ingenieros de la Alianza los analizan y descubren la vulnerabilidad. Sin embargo, el Imperio había colocado una baliza de seguimiento en el Halcón cuando aún estaba a bordo de la estación. Esto permite al Grand Moff Tarkin y a Darth Vader conocer la posición exacta del cuartel general rebelde y, por tanto, enviar la Estrella de la Muerte para destruirlo.

## Campo de batalla

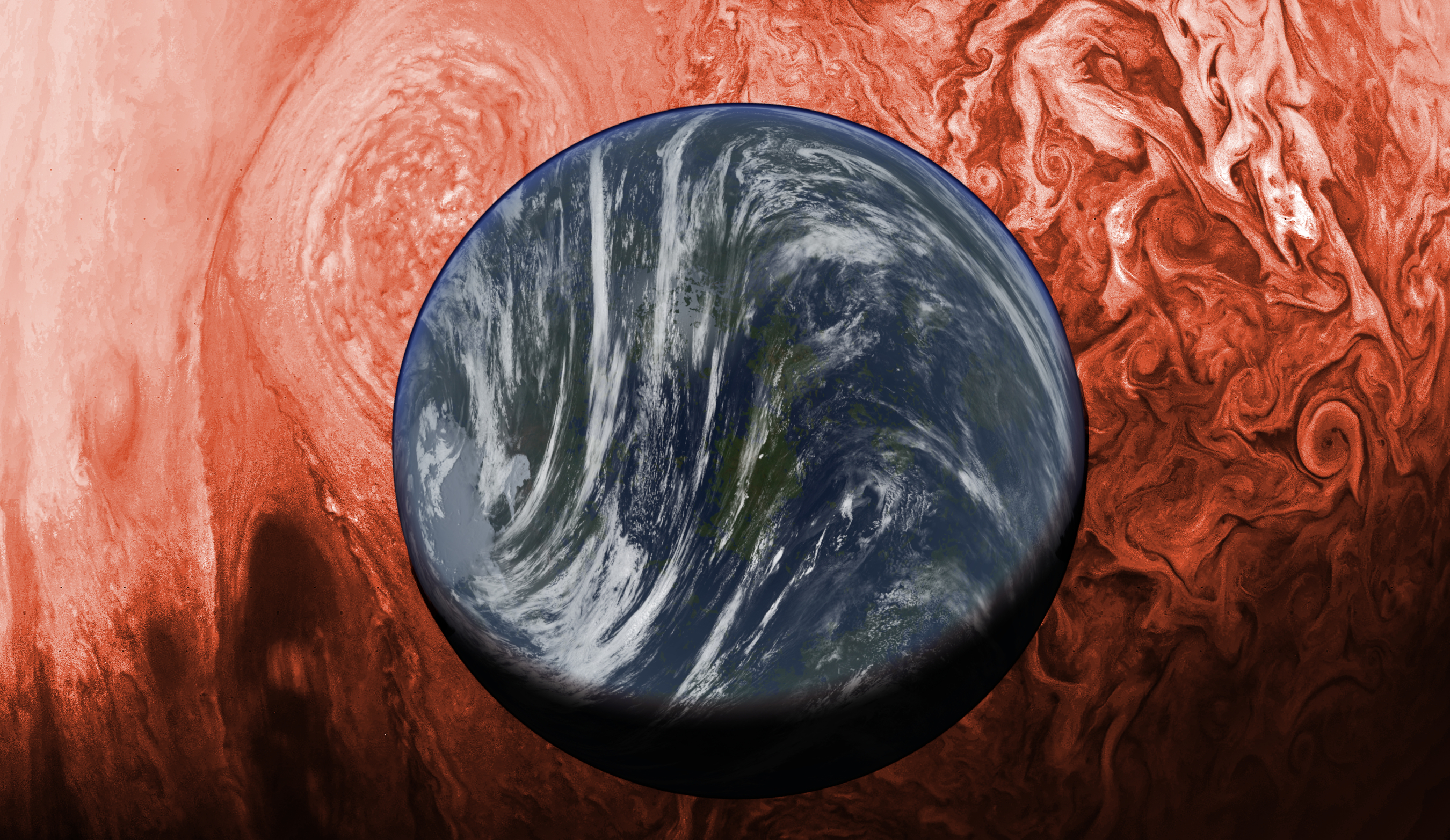
Vista artística de Yavin 4 alrededor de Yavin.

La batalla tiene lugar en la órbita del planeta gigante gaseoso Yavin, cerca de uno de sus satélites naturales, Yavin 4. También se desarrolla alrededor de la Estrella de la Muerte, extendiéndose hasta una de sus trincheras.

## Tecnologías

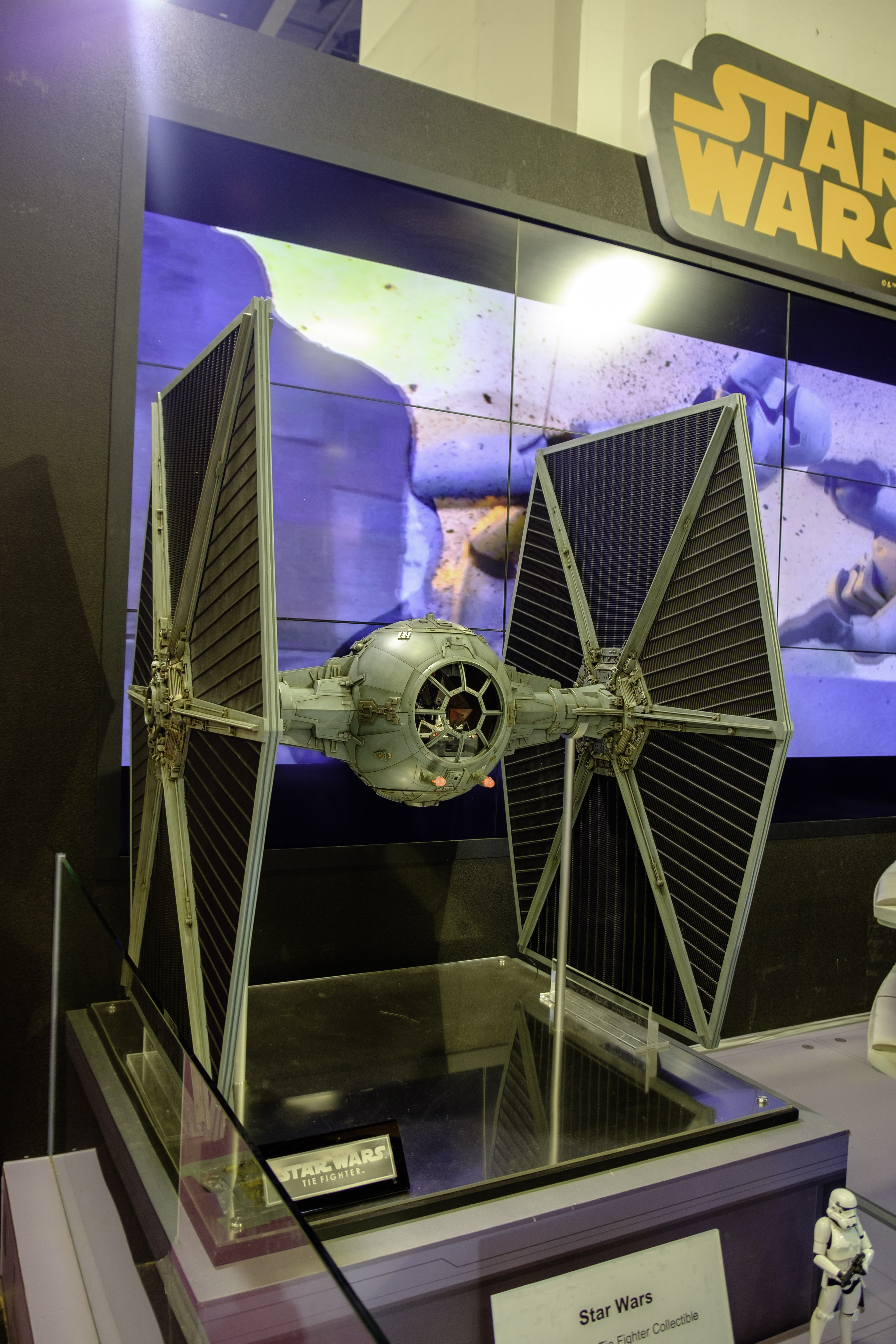
Maqueta de un caza TIE

Las fuerzas imperiales están formadas por la Estrella de la Muerte, una estación de combate móvil capaz de destruir planetas enteros, equipada con numerosos cazas TIE, la principal nave de combate del Imperio y símbolo de su poder. Darth Vader pilota una versión mejorada, el TIE Advanced X1, más rápido, potente y adaptado a las dimensiones de la armadura del Lord Sith.

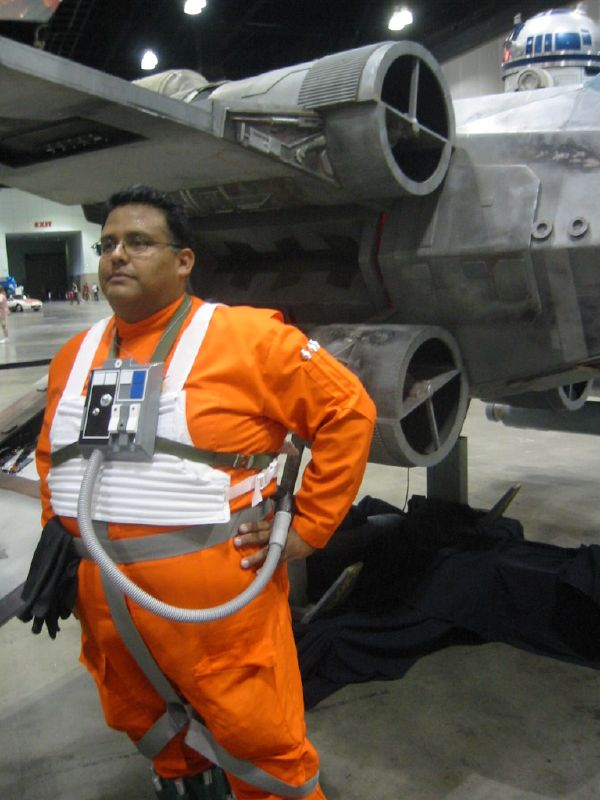
Cosplay de un piloto de la Alianza Rebelde delante del interceptor Ala-X de Luke Skywalker

Las fuerzas rebeldes constan de dos escuadrones. El "Escuadrón Dorado", comandado por Jon "Dutch" Vander, consta de ocho interceptores Ala-Y, que se utilizan principalmente para misiones de bombardeo. Está acompañado por el "Escuadrón Rojo", liderado por Garven Dreis y compuesto por ocho interceptores Ala-X. Cuentan con el apoyo del Halcón Milenario, un carguero ligero YT-1300 pilotado por los contrabandistas Han Solo y Chewbacca.

## Curso
Cuando la Estrella de la Muerte llega a Yavin, no está bien posicionada para disparar a la cuarta luna. Esto permite a los rebeldes lanzar un ataque para destruir la estación de combate. Su punto débil ha sido claramente identificado: hay que disparar un torpedo de protones en el puerto de escape para desencadenar una reacción en cadena que la destruirá. Para esta misión, despegan dos escuadrones de interceptores Ala-Y y Ala-X. Luke Skywalker, designado como "Red 5", pilota uno de los Ala-X acompañado por R2-D2. Cuando se acercan a la Estrella de la Muerte, un grupo de cazas TIE los intercepta. El "Escuadrón Rojo" entabla combate con ellos, lo que permite a los Alas-Y del "Escuadrón Dorado" entrar en la trinchera hacia el puerto de escape.
Sin embargo, son destruidos por el caza TIE Advanced X1 de Darth Vader. El Lord Sith participa en la batalla para proteger la estación, obligando a los Ala-X del "Escuadrón Rojo" a entrar también en la trinchera. Allí son vulnerables y cada uno es destruido o dañado a su vez. Al final, sólo queda Luke Skywalker para cumplir la misión. Un grupo de cazas TIE, liderados por Vader, le persigue, preparándose para disparar. Han Solo y Chewbacca, a bordo del Halcón Milenario, le salvan en el último momento y derriban un caza TIE, provocando que el segundo entre en pánico y colisione con la nave de Vader, haciéndola perder el control y alejarse de la Estrella de la Muerte. Siguiendo el consejo de Obi-Wan Kenobi, cuya voz escucha, Luke Skywalker desactiva el sistema de puntería de la nave y, utilizando La Fuerza, dispara un torpedo de protones que entra por el puerto y destruye la Estrella de la Muerte antes de que pueda abrir fuego sobre Yavin.

## Resumen
La Batalla de Yavin es una victoria para la Alianza Rebelde. Consiguen derrotar a las fuerzas del Imperio Galáctico. Prácticamente todo el personal imperial muere, y casi todo el equipo del Imperio, incluida la Estrella de la Muerte, es destruido. El único superviviente es Darth Vader, que participó en la batalla; su caza TIE Advanced X1 fue dañado por Han Solo.
En el bando rebelde, las pérdidas son cuantiosas. Además del Halcón Milenario, sólo regresan tres naves de los escuadrones "Rojo" y "Dorado", entre ellas las pilotadas por Luke Skywalker y Wedge Antilles. Sin embargo, los comandantes de estos dos escuadrones fueron derribados durante los combates.

## Consecuencias
Tras la pérdida de la estación de combate, el Imperio inicia la construcción de una segunda Estrella de la Muerte. Ésta se construye alrededor de la luna forestal de Endor y tiene más del doble de tamaño que la primera.
Al descubrirse el cuartel general rebelde en Yavin 4, se ven obligados a trasladarse a otro planeta. Deciden establecerse en Hoth, un planeta helado situado en el Borde Exterior.
La Segunda Estrella de la Muerte es finalmente destruida también por los Rebeldes.

## Concepto y creación

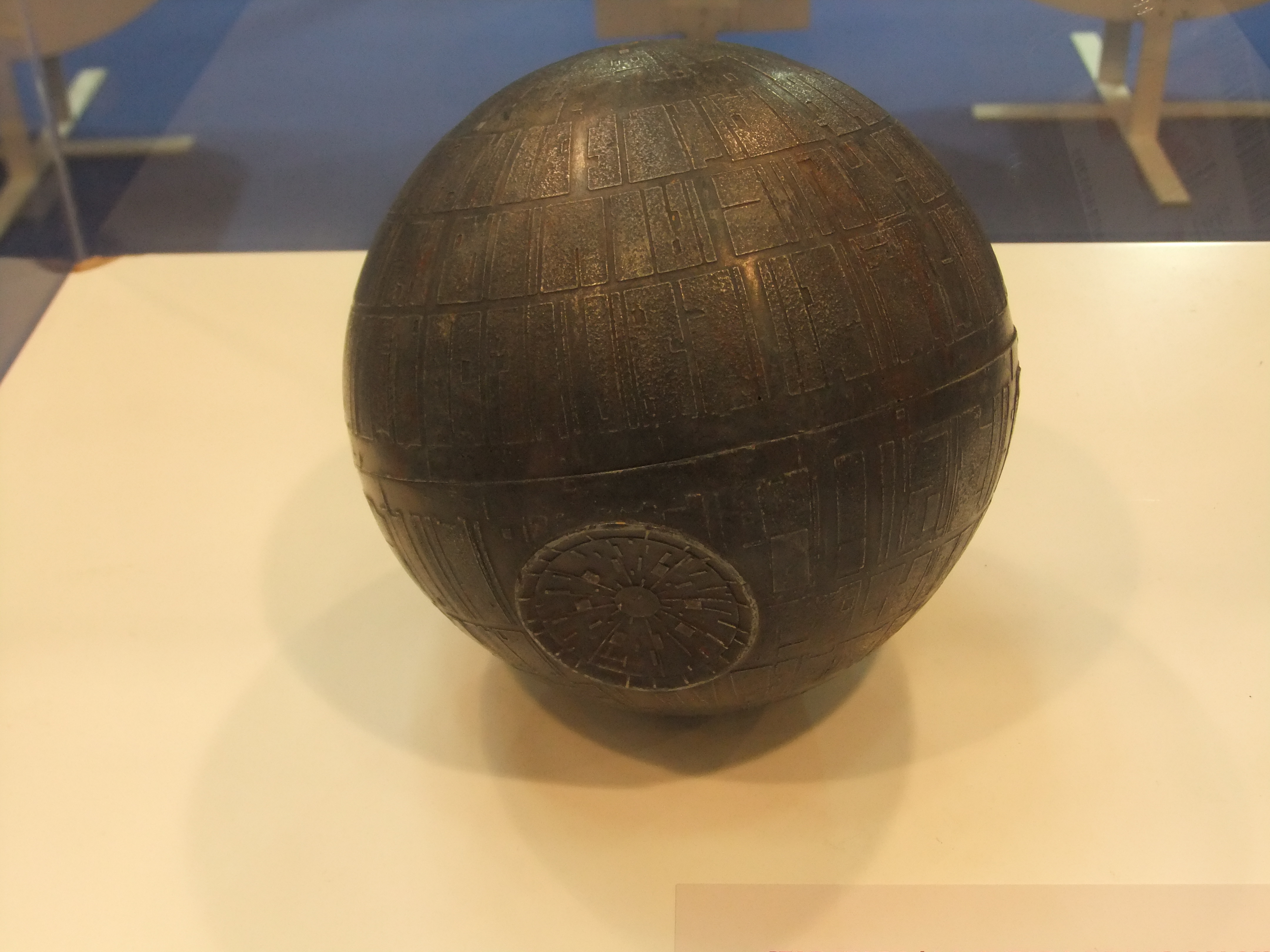
Maqueta de la Estrella de la Muerte utilizada para los efectos especiales de la película Una Nueva Esperanza

Antes incluso de que comenzara la producción de la película Una Nueva Esperanza, George Lucas creó bocetos de las distintas naves espaciales que participarían en la batalla de Yavin. En noviembre de 1974, contrató al modelista Colin Cantwell y al ilustrador Ralph McQuarrie. Cantwell creó los diseños iniciales del interceptor Ala-Y y del Halcón Milenario, mientras que McQuarrie realizó ilustraciones de escenas clave de la película, una de las cuales representaba a un grupo de interceptores Ala-Y atacando la Estrella de la Muerte.
Sólo se construyó un modelo de interceptor Ala-X a escala real, visible en la escena que precede a la batalla en el hangar rebelde de Yavin 4. Las batallas espaciales se crearon íntegramente con efectos especiales mecánicos. Sólo se construyó una cabina, y los actores que representaban a los pilotos se turnaban para sentarse en ella mientras se sustituía al droide que tenían detrás.
Algunas escenas de la batalla se mejoraron con efectos especiales digitales en las reediciones de 1997 y 2004 de la película. Por ejemplo, se aumentó el número de naves rebeldes que se acercaban a la Estrella de la Muerte y se perfeccionaron las secuencias de la batalla espacial, retocando las explosiones. La escena de la destrucción de la estación de combate se adornó con una onda expansiva circular.

## Adaptación
Además de sus apariciones oficiales en novelas, novelizaciones, películas y series de televisión, la Batalla de Yavin aparece en otros productos derivados del universo de La Guerra de las Galaxias.

### Videojuegos

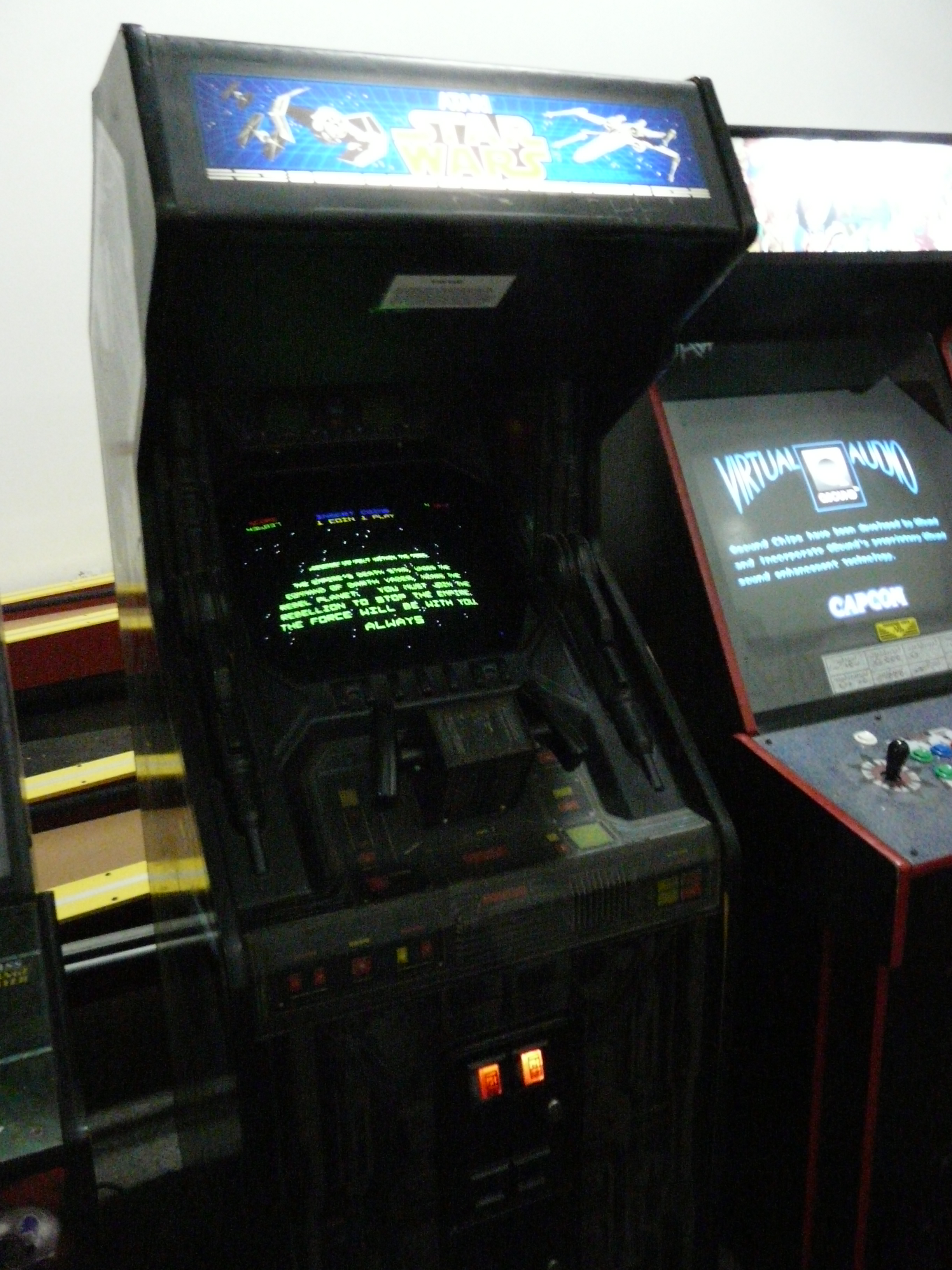
Terminal vertical del juego arcade La Guerra de las Galaxias

La batalla de Yavin aparece en numerosos videojuegos. En Star Wars: Empire at War, publicado en 2006 y ambientado entre Revenge of the Sith y Una Nueva Esperanza, los jugadores pueden controlar al Imperio Galáctico o a la Alianza Rebelde. En un momento dado, se encuentran reproduciendo la batalla en torno a Yavin mientras controlan a una de estas dos facciones. En Star Wars: X-Wing, lanzado en 1993, los jugadores encarnan a Luke Skywalker y deben destruir la Estrella de la Muerte.
En Star Wars: Rogue Squadron, lanzado en 1998, los jugadores asumen el papel de Luke Skywalker y pueden desbloquear un nivel secreto que les permite participar en la Batalla de Yavin. Esta misión es también la primera de su secuela, Star Wars: Rogue Squadron II - Rogue Leader, lanzada en 2002.
En 2009, se lanzó el juego para móviles Star Wars: Trench Run. Los jugadores asumen el papel de un piloto durante un combate en la trinchera de la estación espacial.
El juego arcade de La Guerra de las Galaxias, lanzado en 1983, incluye varias secuencias de combate espacial, incluida una en la superficie de la Estrella de la Muerte.

### Figuras de acción
Muchas figuras de acción representan a personajes de la Batalla de Yavin. Por ejemplo, en 2012, Hasbro lanzó figuras de acción con ciertos pilotos del "Escuadrón Rojo" y del Imperio. En 2004 y 2005, también se lanzaron figuras de acción que representaban a Wedge Antilles, el general Jan Dodonna y Dutch Vander, el líder del "Escuadrón Dorado".
Lego ha producido figuras esféricas de varios planetas y lunas, con la figura de Yavin 4 lanzada en 2012 como set número 9677, titulado "X-wing Starfighter & Yavin 4". Viene con una figurita de Luke Skywalker y el interceptor Ala-X que pilota durante la batalla.

### Parques de atracciones
Un segmento de la atracción Star Tours está inspirado en la Batalla de Yavin. Los visitantes suben a bordo de un Starspeeder 3000, una nave de transporte intergaláctico con destino a la luna de Endor. En un momento dado, el transporte se une a un grupo de cazas Rebeldes y participa en el asalto contra la tercera Estrella de la Muerte. Esta atracción, que ya no existe, fue sustituida por Star Tours: The Adventures Continue. Estuvo presente en Disneyland Resort y Walt Disney World Resort en Estados Unidos hasta 2010, en Tokyo Disney Resort en Japón hasta 2012, y en Disneyland París en Francia hasta 2016.

## Recepción
El sitio web Screen Rant sitúa la Batalla de Yavin en tercer lugar en su lista de las mejores batallas de la trilogía original de La Guerra de las Galaxias. El sitio considera que "todo en esta batalla es soberbio", alabando especialmente los efectos especiales mecánicos y la escena en la que Han Solo salva a Luke Skywalker. En su clasificación de toda la saga, la misma web la sitúa en primera posición, explicando que es la secuencia con más tensión. Asimismo, la web PubSquare Media también sitúa la Batalla de Yavin en primera posición. Sin embargo, la web Looper sólo la sitúa en quinto lugar, ya que la considera una pequeña batalla entre dos escuadrones Rebeldes y unos pocos cazas Imperiales.

## Legado

### En la cultura
Varios aficionados han intentado calcular el número de víctimas que causó la explosión de la Estrella de la Muerte al final de la Batalla de Yavin. Las cifras varían, ya que las fuentes no siempre proporcionan el mismo número de personas a bordo. Las estimaciones apuntan a que se trata de alrededor de un millón.
En YouTube, un canal imaginó cómo sería la luz láser de la Estrella de la Muerte si existiera en la realidad. En el vídeo, la luz láser no es verde, sino transparente, lo que la hace invisible. También se muestra como capaz de cambiar rápidamente de objetivo, lo que la hace más peligrosa que en el universo ficticio. Otro canal recreó la escena de la carrera de trincheras utilizando figuras animadas de Lego. Los creadores se tomaron algunas libertades, como la presencia de naves que normalmente no estarían allí.
En una parodia de las teorías conspirativas del 11 de septiembre, algunos aficionados han especulado irónicamente con que la destrucción de la Estrella de la Muerte fue causada deliberadamente, o al menos permitida, por el propio Imperio Galáctico, y no como resultado del asalto rebelde.
La serie animada Los Simpson ha parodiado la Batalla de Yavin en varias ocasiones. En el episodio My Sister, My Sitter de la octava temporada, Bart oye en su cabeza la voz de su profesor de baile aconsejándole que use el baile de la misma forma que Obi-Wan Kenobi aconseja a Luke Skywalker que use La Fuerza antes de destruir la Estrella de la Muerte. Del mismo modo, en el episodio Pygmoelian de la temporada 11, Patty le dice a Selma: "La amargura es fuerte en esta", haciendo referencia a la frase de Darth Vader: "La Fuerza es fuerte en esta", de la escena de la carrera de trincheras. Además, aparece una referencia a la batalla en el cómic número 45 publicado en octubre de 1999. El perro de la familia, Ayudante de Santa, aparece en un anuncio de la cadena Krusty Burger con el casco de Ala-X de Biggs Darklighter, que era amigo de la infancia de Luke Skywalker y miembro del "Escuadrón Rojo".

### Punto de referencia de la línea temporal deLa Guerra de las Galaxias
La Batalla de Yavin sirve como punto de referencia para la cronología de La Guerra de las Galaxias. Los acontecimientos se fechan en relación con ella usando años de 365 días. Por ejemplo, la Batalla de Geonosis, que marca el inicio de La Guerra de los Clones, tiene lugar en 22 ABY, mientras que la Batalla de Endor, que marca el final de la Guerra Civil Galáctica, tiene lugar en 4 DBY.
El libro Star Wars: The Rise of Skywalker: The Visual Guide, publicado en 2019, utiliza otro punto de referencia, la batalla de la Base Starkiller visto en The Force Awakens estrenada en 2015.